# Ван де Венне, Ян
Ян ван де Венне, или Ян ван дер Венне, также известный как Псевдо-ван де Венне (нидерл. Jan van de Venne or Jan van der Venne, Pseudo van de Venne; действовал с 1616 года — умер до 1651 года) — фламандский живописец бытового жанра, религиозных сюжетов, придворный художник губернаторов Южных Нидерландов. Многие из его работ изображают сцены «низкой жизни» с игроками в карты и шарманщиками, бродягами, шарлатанами и зубодёрами.

## Проблемы атрибуции
Произведения Яна ван де Венне ранее приписывались художнику, которого называли «Псевдо-Ван де Веннe». Его ошибочно считали братом, которого также звали Ян, более известного голландского художника Адриана ван де Венне (ок. 1589—1662). Однако брат Адриана Ян умер в Мидделбурге в 1625 году.
Историк искусства Жак Фукар из Лувра исправил ошибочную атрибуцию в статье, опубликованной в 1978 году. Фукар идентифицировал Псевдо-Ван де Венне с другим Яном ван де Венне, которого он определил как фламандского живописца. Это отождествление «Псевдо-Ван де Венне» с Яном ван де Венне, художником, который, как полагают, родился в Мехелене около 1600 года, с тех пор получило широкое признание.

## Биография художника
О жизни и деятельности Яна ван де Венне известно крайне мало. Хотя некоторые картины художника отмечены клеймом антверпенской Гильдии Святого Луки, считается, что он работал в основном в Брюсселе. Об этом свидетельствуют его отношения с видными деятелями Брюсселя, в том числе при дворе. Заказчиками и покровителями Яна ван де Венне были кардинал-инфант Фердинанд и эрцгерцог Леопольд Вильгельм, губернаторы Южных Нидерландов. Ван де Венне был записан мастером в гильдии Святого Луки в Брюсселе в 1616 году.
Считается, что Ян в основном работал живописцем, но также позолотчиком лепнины и, возможно, даже мастером имитации мрамора на рамах и алтарях. Он продолжал активно трудиться в Брюсселе, где и умер в 1651 году или ранее.

## Творчество
Ван де Венне оставил мало подписанных картин. Его творчество было восстановлено на основе подписанных или задокументированных работ, которые показывают индивидуальные манеру и стиль, сюжеты, характерное использование света и рефлексов. Его произведения, как правило, представляют собой небольшие композиции маслом на дереве.
Ван де Венне специализировался на карикатурном изображении так называемых «низших» персонажей, таких как игроки в карты, зубодёры и музыканты, а также на экспрессивных религиозных сценах. Его картины в этом отношении схожи с картинами Адриана Брауэра. Его предпочтение коричневатых тонов и тем похоже на то, что предлагают голландцы, такие как Адриан ван Остаде, Беньямин Кёйп и Андрис Бот. Его нервный стиль показывает влияние Давида Тенирса Старшего, и некоторые авторы даже предполагают, что он мог учиться у Тенирса. Гравюры Лукаса ван Лейдена, а также трактовка Адамом Эльсхаймером эффектов света и тени также упоминаются как возможные источники влияния. Некоторые из его работ ранее приписывались школе Рембрандта.
Считается, что Ян ван де Венне, в свою очередь, оказал влияние на других современных художников. Например, голландский художник группы бамбоччанти Андрис Бот, как полагают, перенял свою склонность к карикатурным искажениям лиц и поз своих фигур из композиций ван де Венне.
Ян ван де Венне регулярно писал сцены с цыганами. Поскольку многие из этих работ с цыганами находятся в коллекциях французских музеев (Экс-ан-Прованс, Осер, Безансон, Шамбери, Дижон, Дюнкерк, Азбрук, Лилль, Марсель, Лувр, Кемпер и Семюр-ан-Осуа), во Франции он получил прозвище «Мастер цыган» (Le Maître des Tziganes).
Он также написал различные версии «Искушения Святого Антония». Этот сюжет был очень популярен во фламандском искусстве конца XV века. Католики считают Святого Антония образцом для подражания, поскольку он, как полагают, противостоял многочисленным искушениям, посланным ему дьяволом. Фламандские картины, посвященные теме искушения Святого Антония, обычно населены ведьмами и разными чудовищными существами. Версии «Искушения Святого Антония» Ван дер Венне с разными композициями находятся в музеях Дюнкерка, Харлема, Холбурна и Вены.

## Галерея
- Голова Иисуса. Между 1630 и 1640. Дерево, масло. Agnes Etherington Art Centre, Онтарио, Канада
- Попрошайничество уличных музыкантов. Между 1631 и 1651. Дерево, масло. Музей истории искусств, Вена
- Гадалка. Между 1631 и 1651. Дерево, масло. Музей изящных искусств и археологии, Безансон
- Стоянка цыган. Между 1631 и 1651. Дерево, масло. Лувр, Париж
- Три возраста человека. Между 1616 и 1651. Дерево, масло. Музей изящных искусств и археологии, Безансон
- Сатир и крестьянин в таверне. Дерево, масло. Национальный музей Брукенталя, Сибиу, Румыния